# Bažantula
Přírodní rezervace Bažantula se nachází poblíž obce Studénka v okrese Nový Jičín a je tvořena soustavou těsně sousedících rybníků Malý Okluk, Velký Okluk, Bažantula a Kozák (dalších pět rybníků soustavy součástí rezervace není). Oblast spravuje AOPK ČR Správa CHKO Poodří. Důvodem ochrany je přírodě blízký, druhově bohatý rybniční ekosystém se vzácnými rostlinnými společenstvy a soustředěným výskytem a rozmnožováním zvláště chráněných druhů rostlin a živočichů.